# Дом Шрёдер
Дом Шрёдер (нидерл. Rietveld Schröderhuis) — здание в Утрехте, построенное в 1924 году Герритом Ритвельдом, сотрудником объединения «Де Стейл», для госпожи Трюс Шрёдер (Truus Schröder-Schräder) и её троих детей. Она поручила построить дом, желательно, без стен, и архитектору удалось исполнить её просьбу. В результате было создано, возможно, единственное здание в стиле неопластицизма, которое стала классикой этого стиля. Дом напоминает живопись Пита Мондриана, одного из основателей группы «Де Стейл», которая вдруг стала объемной. Здесь нет стандартных архитектурных деталей, никакого орнамента — одни прямые углы и плоскости, окрашенные в основные цвета спектра. Фасады образованы сочетанием выступающих и заглубленных плоскостей и линий, они кажутся не реальными, а нарисованными, картинными. Эта архитектура выражает не тектонические представления, а ощущение пространства, организованное с помощью пластики и ритма.
Госпожа Шрёдер прожила в этом доме до самой смерти, наступившей в 1985 году; позже дом был отреставрирован Бертусом Мюлдером и превращён в музей. Владелица заранее позаботилась о фонде Ритвельд-Шрёдер для этих нужд. В 1975 году дом был включен в список памятников архитектуры, в 2000 году на 24-й сессии Юнеско внесла дом в список объектов Всемирного наследия, согласно критериям I и II.

## Архитектура и внутреннее убранство

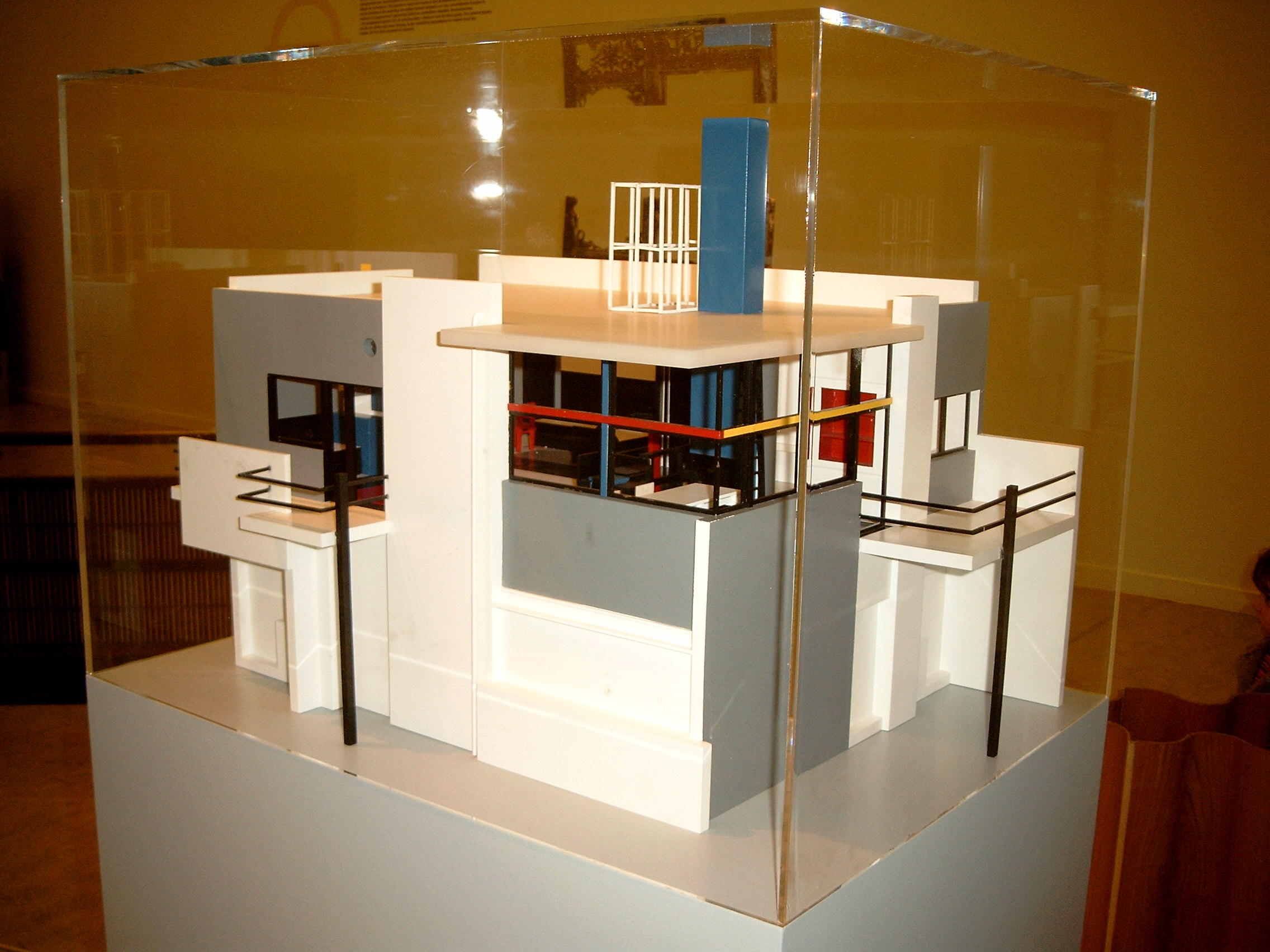
Оригинальный макет дома

В доме два этажа, его общая площадь — 125 м². Первый этаж относительно классично спроектирован, второй же объявлен чердаком, чтобы на него не распространялись в полной мере некоторые архитектурные требования. На втором этаже отсутствует традиционное деление на комнаты, стены существовали по желанию госпожи Шрёдер только в форме перегородок, вся мебель могла складываться, а двери комнат открывались при помощи механических кнопок и рычагов. В доме нет системы центрального отопления и плиты, их заменили трубами с горячей водой, размещенными под окнами, буржуйкой и лифтом с кухни на второй этаж для подачи еды. Вместо занавесок используются цветные фанерные щиты.
Дом специально обращён окнами не на улицу, а в противоположную сторону: на том месте планировалась новая улица и предполагалось, что вид на нее будет, в соответствии с проектом, очень красивым. Однако вместо новой улицы в 1964 году построили автостраду.